# مهدی بیات
مهدی بیات (زادهٔ ۶ ژانویهٔ ۱۹۷۹) تاجر و مدیر ورزشی ایرانی-فرانسوی است که درحال حاضر ریاست فدراسیون فوتبال بلژیک (اتحادیه سلطنتی) را برعهده دارد.
وی پیش از این به عنوان مالک باشگاه فوتبال رویال شارلوا شناخته شده بود.